# اس‌ام‌اس اولدنبورگ
اس‌ام‌اس اولدنبورگ (به انگلیسی: SMS Oldenburg) یک کشتی بود که طول آن ۱۶۷٫۲۰ متر (۵۴۸٫۶ فوت) بود. این کشتی در سال ۱۹۱۰ ساخته شد.